# Bengt Eriksson (företagsledare)
Bengt Oskar Eriksson, född 21 mars 1926 i Sura församling, Västmanlands län, död 25 augusti 2019 i Täby församling, Stockholms län, var en svensk företagsledare.
Eriksson, som var son till svarvare Oskar Eriksson och Olga Eriksson, studerade vid Frans Schartaus Handelsinstitut i Stockholm och diplomerades från Handelshögskolan i Göteborg 1952. Han blev kamrerassistent vid Göteborgs stads renhållningsverk 1952, budget- och kalkylchef på AB Volvo 1954, kamrer vid Ångfartygs AB Tirfing 1959, ekonomidirektör där 1962, vice verkställande direktör vid Volvo Flygmotor AB i Trollhättan 1967 och var företagets verkställande direktör 1986–1988.
Eriksson är far till politikern Anna Hallberg. Han är begravd på Täby kyrkogård.